# 文炎
文炎（1981年7月27日—），筆名孫不二，意對孫中山先生三民主義的不二信念。出生於湖北省武漢市。中國泛藍聯盟主席。

## 經歷
2004年8月，文炎創辦中國泛藍聯盟網絡社區，服務中國國民黨精神黨員，致力於增進兩岸交流，傳播臺灣經驗，推動國家和平統一事業 。 
2005年4月，文炎組織中國泛藍聯盟成員去北京歡迎時任中國國民黨主席的連戰的「兩岸破冰之旅」，遭黨保特務秘密挾持回漢。
2005年8月，文炎呼籲還原歷史真相，紀念國軍抗戰，遭黨保特務拘留。
2006年3月，文炎發起百人聯名信，抗議臺灣民進黨政府終止《國統綱領》。
2006年4月，文炎參與湖北黃陂百人集體退黨維權，支持爭取合法權益，鼓勵退黨自由。
2006年6月，文炎質疑武漢市中國國民黨革命委員會不宣傳三民主義；並在中國大陸公開場所升起自中華民國政府遷台以來的第一面中華民國國旗與中國國民黨黨旗。
2006年8月，文炎以中國國民黨精神黨員的名義參與中國基層人大代表的選舉並設計了選舉名片，選舉綱領，選舉文化衫，挨家挨戶散發，後因文炎及其母郭麗珠遭不明身份人士暴力毆打而被迫中止。
2007年4月，文炎深入調查武漢市花樓街居民「維權抗暴」事件，還原花樓街居民被暴力毆打事實真相，呼籲武漢人繼續發揚敢為天下先的「首義精神」。
2007年5月，中國國台辦宣布中國泛藍聯盟為「非法組織」的「五月逆流」事件後。文炎全家突然失踪，音訊全無 。此後，張子霖接替文炎，主持中國泛藍聯盟日常工作。
2007年6月，被当局以煽动颠覆国家政权罪判刑6年。2013年12月，文炎刑满获释，出狱后马上被软禁，现时当局安排六名安保人员贴身跟踪他，并威胁随时再抓他入狱。
文炎主持中國泛藍聯盟工作三年來，旨在推動中國由「主權在黨」的極權專制國家逐步過渡到「主權在民」的正常法治國家，最終實現海峽兩岸的自由民主均富統一，中華民族的偉大復興。並始終堅持「反對共產主義，認同三民主義，與中國國民黨一道致力於國家統一事業」的基本原則；始終堅持「人權立國」，「法治立國」的政治理想；採取「精誠團結，海納百川」的管理模式，鼓勵泛藍成員積極參與中國大陸政治維權，基層人大選舉，為中國國民黨，中華民國，國軍正名，被海內外媒體廣泛報導。

## 外部連結
- 中國國民黨全球資訊網 （页面存档备份，存于）
- 神州青年服務社 （页面存档备份，存于）
- 中國國民黨青年團
- 中央通訊社 （页面存档备份，存于）
- 自由亞洲電台 （页面存档备份，存于）